# Podnos

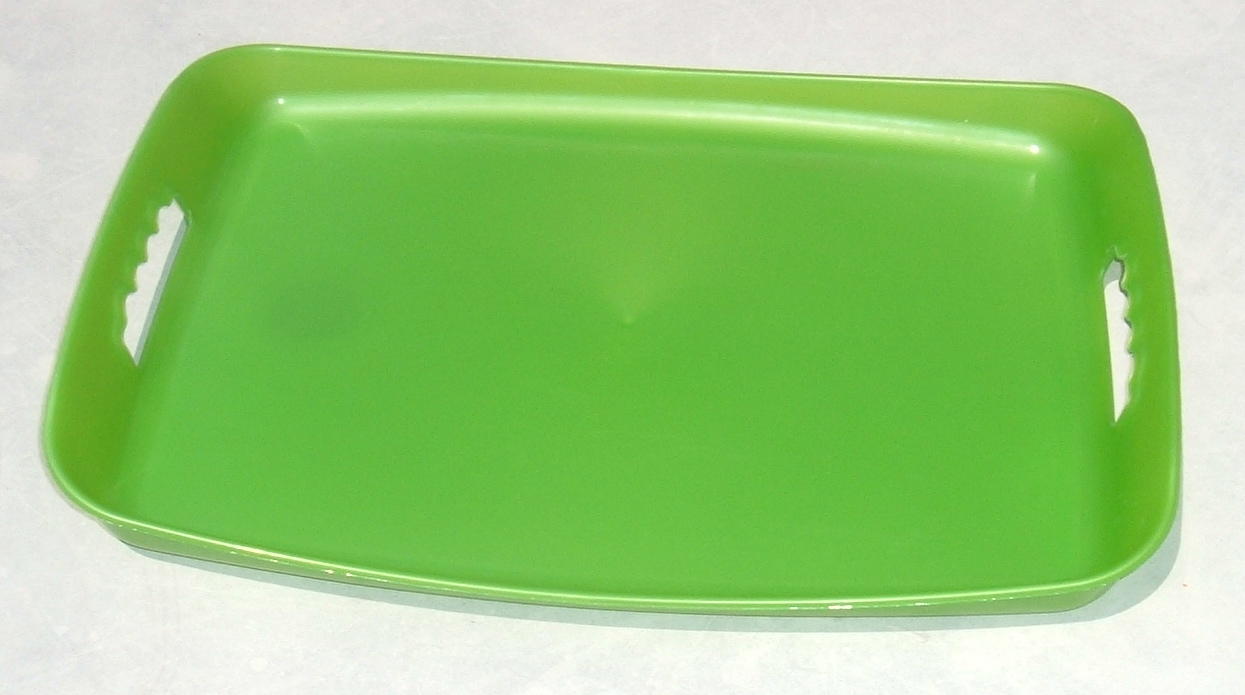
Plastový podnos

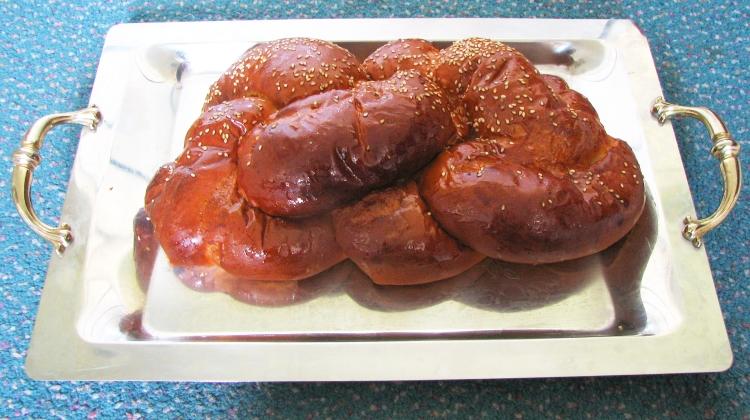
Podnos s držadly

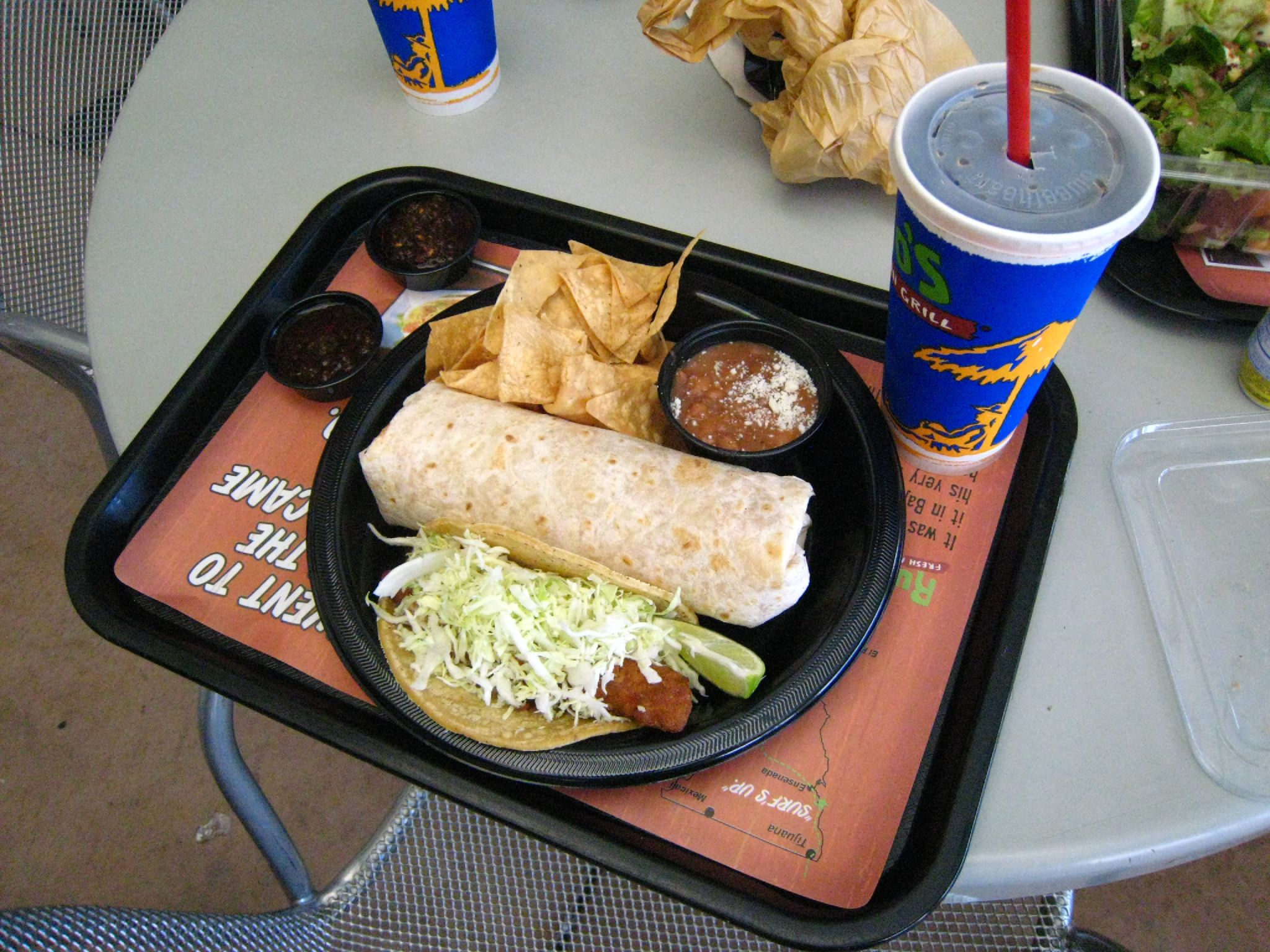
Podnos s kompletním menu

Podnos také tác je kuchyňská pomůcka určená k pohodlnému přenášení jídel, nápojů i prázdného nádobí.

## Konstrukce
Podnos je deska z plechu, plastu nebo dřeva se zvýšeným okrajem. Konstruuje se tak, aby byl lehký, ale pevný. Zvýšený okraj (lem) pomáhá udržet přenášené předměty na podnose a mechanicky vyztužuje celou konstrukci. Tvar podnosu je kulatý, oválný nebo obdélníkový se zaoblenými rohy. Celá konstrukce je důsledně přizpůsobena ručnímu ovládání. Všechny hrany jsou zaoblené s dostatečným poloměrem. Pokud se počítá s přenášením těžších předmětů, může mít podnos ergonomicky tvarované úchyty vytvořené rozšířením okraje nebo přímo držadla.

## Využití a práce s podnosem
Podnos se využívá jak v domácnostech, tak v restauračních zařízeních k pohodlnému přenášení (servírování) jídel a nápojů už rozdělených na dávky a umístěných v nádobí (talíře, hrnky, sklenice). Pro roznášení nápojů (pivo, víno ve sklenicích) se používají spíše menší provedení kulatého tvaru. V hromadných stravovacích zařízeních typu školních nebo závodních jídelen a v provozovnách různých řetězců rychlojídelen se používá podnos jiným způsobem. Zákazník si sám naloží nebo dostane od obsluhy celou svoji dávku. To znamená hlavní jídlo, salát nebo ovoce, nápoj a jídelní pomůcky. Od výdejního místa si zákazník odnáší vše sám na podnose. Zákazník také sám odnáší podnos s použitým nádobím do předávacího místa, kde ho přebírá obsluha k umytí, vyčištění a likvidaci případných zbytků. Standardní je nošení podnosu oběma rukama. Kulaté podnosy pro roznášení nápojů se nosí jednou rukou. Druhou rukou se nápoje servírují.

## Podnos a reklama
Především pro servírování nápojů v restauračních zařízeních jsou podnosy opatřeny na zvýšeném okraji i na ploše reklamou. Zpravidla jde o logo dodavatele nápojů doplněné reklamním sloganem.